# Galaktion Tabakow
Galaktion von Stara Sagora (bulgarisch Галактион Старозагорски) weltlicher Name Georgi Ljubenow Tabakow (auch Georgi Lyubenov Tabakov geschrieben, bulgarisch Георги Любенов Табаков; * 26. Februar 1949 in Wetren, Bulgarien) ist ein hoher bulgarischer orthodoxer Geistlicher, ehemaliger Metropolit der Diözese Stara Sagora der Bulgarisch-Orthodoxen Kirche, Mitglied des Heiligen Synods und ehemaliger Abgeordneter im bulgarischen Parlament.

## Leben
Der heutige Metropolit Galaktion wurde 1949 im thrakischen Dorf Wetren, unweit von Pasardschik mit dem weltlichen Namen Georgi Ljubenow Tabakow geboren. Als 17-Jähriger wurde er im Priesterseminar der Geistlichen Akademie Sofias, die sich während der kommunistischen Herrschaft (1945–1990) im Bahnhof Tscherepisch, nahe dem Kloster Tscherepisch befand, aufgenommen. Nach dem Abschluss der Akademie 1969 wurde Georgi Mönch mit dem Namen Galaktion und trat dem Kloster Batschkowo bei, wo er noch im selben Jahr zum Jerodiakon ernannt wurde. Zwischen August 1969 und September 1970 war er als Priester im Rilakloster tätig. Am 27. September 1970 wurde Galaktion im Batschkowo-Kloster zum Priestermönch geweiht. Zwischen 1. November 1970 und 30. Juni 1976 war er Priester im Kloster Maglisch. In dieser Zeit absolviert er die Geistliche Akademie von Sofia.
Zwischen 1. Juli 1976 und 30. September 1978 war Galaktion Protosynkellos der Diözese von Wraza, bevor er 1978 für ein zweijähriges Studium an der Moskauer Geistlichen Akademie ging. Nach der Erlangung des wissenschaftlichen Titels des „Kandidaten der theologischen Wissenschaft“ kehrte er an der Diözese Wraza zurück, wo er weiter als Protosynkellos tätig war.
Vom 1. Oktober 1981 bis zum 30. November 1982 absolvierte er einen Spezialisierungskurs am Osteuropa-Institut in Regensburg. Nach seiner Rückkehr aus Deutschland wurde Galaktion am 1. Dezember 1982 zum Hegumen des Rila- und am 1. Juli 1985 zum Hegumen des Batschkowo-Klosters ernannt. 1986 wurde Galaktion zum Titularbischof mit dem Titel Welitschki und Vikar der Diözese von Widin. 1987 nach dem Tod des Metropoliten Filaret von Widin wurde Galaktion Vikar der Diözese von Wraza und ab 1. Januar 1988 Vikar der Diözese von Stara Sagora.
Zwischen 1993 und 1995 unterstützte Galaktion den Gegenpatriarch Pimen, kehrte später jedoch reumütig in den Schoß der Kirche zurück. 1995 wurde Bischof Galaktion durch einen Beschluss der Heiliger Synode zum Vorsitzender des Kirchenrates der Patriarchenkathedrale Alexander-Newski-Kathedrale in Sofia.
Am 20. Februar 2000 wurde er zum Metropoliten der Diözese von Stara Sagora gewählt und sieben Tage später ernannt. Am 28. September 2016 wurde er krankheitsbedingt aus seinem Amt entlassen.
Am 4. September 2007 wurde bekannt, dass Metropolit Galaktion Mitarbeiter des bulgarischen Geheimdienstes war.